# Pendle witches
Pendle witches är det traditionella namnet på en grupp personer som stod åtalade i en av Englands mest berömda häxprocesser, som ägde rum i Lancaster, Lancashire; tio ställdes inför rätta 18–19 augusti 1612, ytterligare en 27 juli, och den återstående avled i fängelse. 
De åtalade var en grupp på tolv personer bosatta i området Pendle Hill i Lancashire, som anklagades för att ha mördat tio personer med hjälp av trolldom. De åtalades tillsammans med de tre kvinnor som var kända som Samlesbury witches, och rättegången har också kallats för häxprocessen i Lancashire. 
Av de elva som ställdes inför rätta (nio kvinnor och två män) frikändes en, varav de övriga tio dömdes till döden och avrättades genom hängning, nio i Lancaster och en i York. Det var en av Englands största häxprocesser: normalt avrättades inte så många åtalade i en och samma process.  
Thomas Potts utgav The Wonderfull Discoverie of Witches in the Countie of Lancaster samma år, för att beskriva den ovanligt stora processen.